# Françoise Aubut
 (Juillet 2023).
Françoise Aubut (ou Françoise Aubut-Pratte), née le 5 septembre 1922 à Saint-Jérôme et morte le 8 octobre 1984 à Montréal, est une organiste, concertiste, et pédagogue québécoise.

## Biographie
Arrière-petite-cousine de Calixa Lavallée, elle commence ses études de piano à 6 ans. Au Conservatoire national de Montréal, elle étudie l'orgue avec Eugène Lapierre, l'harmonie et le piano avec Antonio Létourneau. Premier prix d’orgue (1935), elle donne à 14 ans (23 août 1936) son premier récital à l'église Saint-Stanislas de Montréal. Bachelière en musique, orgue et piano en 1937, elle poursuit ses études au New England Conservatory de Boston sous la direction de Carl McKinley (orgue), Jesús María Sanroma (piano) et Marian Mason (harmonie), et y obtient un «Soloist Diploma» en 1938. 
À l’automne 1938, elle s'établit à Paris où elle travaille au Conservatoire de Paris avec Olivier Messiaen (analyse), Marcel Dupré (orgue et improvisation), Simone Plé-Caussade (contrepoint et fugue), Norbert Dufourcq (histoire de la musique), et Henri Büsser (composition). À l'École normale de musique de Paris, elle travaille l’écriture avec Nadia Boulanger et le piano avec Alfred Cortot.
Malgré les privations de la guerre, l’occupation allemande et un internement de huit mois à Besançon, elle remporte à 21 ans un exceptionnel Grand Premier Prix couronnant tous les cours suivis au Conservatoire national supérieur de musique de Paris en 1944. C'était la première fois qu'un citoyen nord-américain recevait cet honneur. Durant ces années, elle est organiste à l'église Notre-Dame de l'Assomption à Passy. Elle a l’occasion de jouer au Château de Versailles devant le général Eisenhower, au Palais de Chaillot, et à Saint-Sulpice entre autres. À la suite de son concert de Chaillot, Messiaen écrivit : « Elle a donné la mesure de ses immenses qualités » (11 juin 1946).
Elle revient au Québec en 1945. En septembre 1946, elle épouse Maurice Pratte. 
En 1955, elle participe à la création du Psaume CL de Jean Papineau-Couture à Radio-Canada où elle donne régulièrement des récitals d’orgue. Elle se fait entendre à l'Exposition internationale de Bruxelles de 1958 et à celle de Montréal en 1967. Invitée à la radio française en 1963, elle interprète la Suite de Pâques de Roger Matton. Son répertoire de prédilection : les œuvres de J. S. Bach, en particulier les 6 Sonates en Trio ; les œuvres de ses maîtres Marcel Dupré et Olivier Messiaen.
À partir des années 1950, elle est titulaire, des orgues des églises Saint-Édouard et Notre-Dame-des-Neiges, ainsi que de la chapelle conventuelle Saint-Albert-le-Grand (1960) à Montréal où elle donne ses cours et ses récitals pour la radio.
Elle enseigne l'orgue et la fugue à la faculté de musique de l'Université de Montréal à partir de 1951 et donne des cours d'orgue à l'École Vincent-d'Indy à partir de 1967. Parmi ses élèves figurent Françoys Bernier, Victor Bouchard, Marthe Lesage, Denis Regnaud et Christopher Jackson. 
Elle fait partie du jury au concours du Prix d'Europe en 1956 ainsi qu'aux examens du CNSMD de Paris en 1962 et 1978.
Sa sépulture est située dans le Cimetière Notre-Dame-des-Neiges, à Montréal.

## Honneurs
En 1961, la Société Saint-Jean-Baptiste[Laquelle ?] lui décerne le Prix de musique Calixa-Lavallée.

## Hommages
La rue Françoise-Aubut a été nommée en son honneur, en 1988, dans l'ancienne ville de Cap-Rouge, maintenant présente dans la ville de Québec.

## Enregistrements
- 3e Choral de Franck, Pange lingua, Ave Maris Stella et Symphonie-Passion de Dupré, (RCI 122), 1956.
- Psaume CL de Jean Papineau-Couture avec la Chorale Bach de Montréal. (RCI 128 et 6-ACM 4) 1956.